# Liste der Arbeitslager in Jilin
Umerziehung durch Arbeit ist ein System von Arbeitslagern in der Volksrepublik China.
Diese Liste führt solche Arbeitslager in der Provinz Jilin auf.
| Bezeichnung                                              | Unternehmensbezeichnung                                     | Stadt/Kreis          | Dorf/Stadt                  | Gründungsjahr | Bemerkungen                                                                                            |
| -------------------------------------------------------- | ----------------------------------------------------------- | -------------------- | --------------------------- | ------------- | --- |
| Umerziehung durch Arbeit Distrikt Baicheng               |                                                             | Baicheng             |                             |               | |
| Umerziehung durch Arbeit Baicheng                        | Umerziehung durch Arbeit Stadt Baicheng Arbeitsdienstefirma | Baicheng             |                             |               | |
| Umerziehung durch Arbeit Baishan                         | Fabrik für chemisches Material                              | Baishan              |                             |               | |
| Umerziehung durch Arbeit Beijiao                         |                                                             | Changchun            |                             | 1984          | |
| Umerziehung durch Arbeit Chaoyanggou                     | Petrochemikalienfabrik Dongfang                             | Changchun            | Chaoyanggou                 | 1982          | |
| Umerziehung durch Arbeit Fenjin                          | Klavierteilefabrik                                          | Kuancheng, Changchun | Caijiacun, Fenjinxiang      | 1975          | Hieß ursprünglich Umerziehung durch Arbeit Diaojiashan. Heutige Bezeichnung und heutiger Ort seit 1997 |
| Umerziehung durch Arbeit Hunjiang                        |                                                             | Hunjiang             |                             |               | |
| Umerziehung durch Arbeit Jilin                           |                                                             | Jilin                |                             | 1984          | |
| Umerziehung durch Arbeit Stadt Jilin                     |                                                             | Jilin                |                             |               | |
| Umerziehung durch Arbeit Jiutai                          |                                                             | Changchun            |                             | 1984-5        | Auch Umerziehung durch Arbeit Jiutai Yinmahe genannt                                                   |
| Umerziehung durch Arbeit Liaoyuan                        |                                                             | Dongliao, Liaoyuan   | Baiquan                     | 1985          | Auch Umerziehung durch Arbeit Baiquan genannt                                                          |
| Umerziehung durch Arbeit Mudanjiang                      |                                                             | Mudanjiang           |                             | 1981          | Auch Umerziehung durch Arbeit Sidao genannt                                                            |
| Umerziehung durch Arbeit für Frauen der Provinz          |                                                             | Changchun            | Heijuzi                     | 1981          | Auch Umerziehung durch Arbeit Heijuzi genannt                                                          |
| Umerziehung durch Arbeit Siping                          |                                                             | Siping               |                             | 1984          | |
| Umerziehung durch Arbeit Tonghua                         | Umerziehung durch Arbeit Tonghua Stahlfabrik Wangou         | Tonghua              |                             |               | |
| Umerziehung durch Arbeit Weizigou                        |                                                             | Changchun            | Weizigou, Stadt Xinlongshan | 1989          | |
| Umerziehung durch Arbeit Yanji                           |                                                             | Yanji                |                             |               | |
| Umerziehung durch Arbeit der Autonomen Präfektur Yanbian |                                                             | Yanji                |                             | 1984          | |

## Quelle
- Laogai Handbook (2007–2008). (PDF; 3,4 MB) The Laogai Research Foundation, 2008, abgerufen am 10. Januar 2011.